# Awoni Lauso
Awoni Lauso is een bestuurslaag in het regentschap Nias van de provincie Noord-Sumatra, Indonesië. Awoni Lauso telt 1176 inwoners (volkstelling 2010).